# Supergruppo dell'idrotalcite
Il supergruppo dell'idrotalcite è un supergruppo di minerali che comprende le specie di minerali la cui struttura chimica è quella degli idrossidi a doppio strato. La struttura è analoga a quella della brucite con un bilancio di carica della rete positivo generalmente dovuto alla parziale sostituzione di cationi trivalenti coordinati ottaedricamente con cationi divalenti. La formula chimica generica di uno strato è [M3+x(OH)2]. La carica positiva è bilanciata da anioni posti tra gli strati. Le molecole di acqua poste tra gli strati generalmente creano dei legami idrogeno tra gli strati stessi. Il supergruppo contiene oltre quaranta minerali ed è stata scelta l'idrotalcite come rappresentante perché è la specie del supergruppo conosciuta da più tempo.
I cationi divalenti dominanti M2+ trovati nei minerali del supergruppo dell'idrotalcite sono: Mg, Ca, Mn, Fe, Ni, Cu e Zn; i cationi trivalenti dominanti M3+ sono Al, Mn, Fe, Co e Ni. Gli anioni più comunemente presenti tra gli strati sono: (CO3)2−, (SO4)2− e Cl− ma sono stati riscontrati anche OH−, S2− e [Sb(OH)6]−. Alcune specie del supergruppo contengono fra gli strati anche dei complessi cationici come [Na(H2O)6]+ o dei complessi neutri come [MgSO4]0.

## Suddivisione in gruppi
Il supergruppo è stato suddiviso in otto gruppi in base ad una serie di criteri. Il gruppo dell'idrotalcite comprende specie di minerali con rapporto M2+:M3+=3:1 (con una distanza fra gli strati di ~7.8 Å). Il gruppo della quintinite comprende specie di minerali con rapporto M2+:M3+=2:1 (con una distanza fra gli strati di ~7.8 Å). Il gruppo della fougèrite comprende minerali con M2+=Fe2+ ed M3+=Fe3+ in rapporto variabile e con O2- al posto di OH- nella struttura analoga a quella della brucite per mantenere il bilanciamento delle cariche (layer spacing ~7.8 Å). Il gruppo della woodwardite comprende minerali con un rapporto M2+:M3+ variabile e con il gruppo [SO4]2- fra gli strati per cui la distanza fra di essi sale a ~8.9 Å. Il gruppo della cualstibite comprende mineralicon il complesso [Sb(OH)6]- fra gli strati ed uno spazio fra di essi di ~9.7Å. Il gruppo della glaucocerinite comprende minerali che fra gli strati presentano il gruppo [SO4]- come nel gruppo della woodwardite ma con l'aggiunta di molecole di H2O fra gli strati che fanno aumentare la distanza fra di essi a ~11Å. Il gruppo della wermlandite comprende minerali che hanno dei complessi cationici insieme agli anioni tra gli strati ed una distanza fra di essi di ~11Å. Il gruppo dell'idrocalumite comprende minerali con M2+=Ca2+ ed M3+=Al con un rapporto Ca:Al=2:1 ed il catione di grandi dimensioni Ca2+ è coordinato con un settimo legame di acqua "interstrato".
Il supergruppo dell'idrotalcite comprende i seguenti gruppi:
| Gruppo                      | Minerali |
| --------------------------- | --- |
| Gruppo della cualstibite    | cualstibite · omsite · zincalstibite |
| Gruppo della fougèrite      | fougèrite · liudongshengite · mössbauerite · trébeurdenite |
| Gruppo dell'idrocalumite    | idrocalumite · mariakrite · kuzelite |
| Gruppo dell'idrotalcite     | desautelsite · droninoite · idrotalcite · idrotalcite-3R · iowaite · kaznakhtite · meixnerite · piroaurite · poellmannite · reevesite · stichtite · takovite · woodallite |
| Gruppo della glaucocerinite | carrboydite · glaucocerinite · idrohonessite · idrowoodwardite · mountkeithite · zincaluminite                                                                            |
| Gruppo della quintinite     | caresite · charmarite · clormagaluminite · comblainite · quintinite · zaccagnaite                                                                                         |
| Gruppo della wermlandite    | erssonite · karchevskyite · motukoreaite · natroglaucocerinite · nikischerite · shigaite · wermlandite                                                                    |
| Gruppo della woodwardite    | honessite · woodwardite · zincowoodwardite |

Oltre ai gruppi indicati, comprende i seguenti minerali non ancora classificati:
- Akopovaite
- Amoraite
- Brugnatellite
- Carbocalumite
- Coalingite
- Mampsisite
- Muskoxite
- Rotemite